# 요기 베라
로런스 피터 "요기" 베라(Lawrence Peter "Yogi" Berra, 1925년 5월 12일 ~ 2015년 9월 22일)는 미국의 야구계 인사로서 과거 뉴욕 양키스에서 활약한 포수이자 지도자이다.
"끝날 때까지는 끝난 게 아니다 (It ain't over till it's over.)" 등의 유명한 말을 많이 남기기도 하였다.

## 생애 초기
요기 베라는 가난한 가정의 이탈리아계 이민자 2세로서 미주리, 세인트 루이스에서 유년기를 보냈다. 이탈리아 북부 도시 밀라노 근처에서 농사를 짓던 요기의 아버지는 20세기 초 유럽의 암울함을 피해 미국으로 건너와 벽돌 공장 노동자로 살았다. 세 형을 비롯해서 온 가족이 어릴 때부터 일을 해야 했고, 야구를 좋아한 평범한 소년 요기는 중학교 2학년을 중퇴한 뒤 직업 전선에 뛰어들었다.
운동에 남다른 소질을 갖고 있던 그는 일하지 않는 여가 시간에 조 개러지올라(Joe Garagiola) 등의 여러 친구들과 함께 열정적으로 야구를 해오다가 1942년에 자신의 고향을 연고로 한 프로 야구단 세인트루이스 카디널스에 입단할 기회가 찾아왔다. 하지만 당시 카디널스의 단장이자 메이저 리그 최고의 혁명가였던 브랜치 리키가 땅딸하고 볼품없는 요기 베라에게 계약금 250 달러를 제안하자 요기는 단호히 거절했다. 결국 브랭크 리키는 "성공해 봤자 트리플-A가 고작일 것이다"라고 베라를 평가하는 실수를 범하고 말았다.
한편, 인도 영화를 보던 중 친구 바비 호프먼(Bobby Hofman)은 그의 행동이 마치 요가 수행자처럼 보여서 그에게 "요기(Yogi)"라는 별명을 붙여 주었는데, 이후 야구 선수 시절에도 가부좌를 틀고 앉는 모습으로 인해 이 별명은 그의 이름으로 대체될 정도로 확고해졌다.

## 프로 야구 선수 경력
어린 시절 베라와 함께 야구를 했던 친구 조 개러지올라는 세인트루이스 카디널스와 입단 계약을 하였다. 하지만 이후 요기 베라가 오히려 더 나은 조건으로 뉴욕 양키스와 입단 계약을 하였다.

### 마이너 리그 시절
양키스 산하의 마이너 리그 구단 노퍽 타스(Norfolk Tars)에서 선수 생활을 시작한 베라는 뛰어난 공격력을 보여 주었다. 더블헤더 2경기에서 무려 23타점을 기록했는데, 이는 앞으로 활약할 화려한 메이저 리그 경력의 전주곡이나 다름없었다.
18세가 되던 1944년, 제2차 세계 대전이 막바지에 이르면서 베라는 해군에 입대, 자신의 고향이나 다름없는 이탈리아와 북아프리카에서 대공포 사수로 근무하였고, 노르망디 상륙작전에도 참전하였다. 전쟁이 끝나고, 제대를 한 후 소속 구단으로 복귀한 그는 녹슬지 않은 야구 실력을 보여 주었다. 스프링 캠프에서 그의 플레이를 관찰한 뉴욕 자이언츠의 멜 오트(Mel Ott) 감독은 양키스 단장 래리 맥페일(Larry MacPhail)을 찾아가 베라를 자이언츠에게 보내줄 것을 간곡히 요청하였다. 하지만 맥파일 단장은 그 제안을 단호하게 거절했다. 그런데, 우스운 사실은 당시 맥파일이 요기 베라가 누군지도 몰랐고, 뉴욕의 야구 영웅인 멜 오트가 요청을 한 후에야 베라에 대해 관심을 가지기 시작했다는 것이다.
요기 베라는 양키스의 명포수였던 빌 디키에게 집중적인 포수 조련을 받으며 빅 리그 진입을 준비하였고, 1946년 메이저 리그 무대에 첫 발을 내딛은 이후 다음해부터 풀타임 선수로 경력을 쌓아 나갔다.

### 메이저 리그 베이스볼 시절
첫 2년간은 다른 선수와 함께 안방을 교대로 지키며 외야수를 겸직하게 되지만, 1949년부터는 확실한 주전 포수로 발돋음하여 1960년까지 약 12년간 뉴욕 양키스의 황금 시대를 이끌어 가는데 1등 공신으로 활약했다. 1949년 20홈런으로 그의 장타력에 잠재력을 보여 주더니, 이듬해에는 타율0.322, 28홈런, 124타점으로 MVP급의 성적을 기록했다. 당시 뉴욕의 라이벌 브루클린 다저스와 함께 1950년대 메이저 리그를 양분한 양키스는 팀 공격의 핵을 이루고 있는 그 주축에는 베라를 중심으로 1949년부터 1953년까지 전무후무한 5년 연속 월드 시리즈 우승의 금자탑을 세웠고, 팀의 구심점인 그는 세 차례의 MVP(1951년, 1954년, 1955년)를 수상, 다저스의 로이 캄파넬라와 함께 당대 최고의 포수로 명성을 쌓아 나갔다.
베라는 작은 덩치에도 불구하고 매 시즌 20개가 넘는 홈런을 양산할 수 있는 장타력을 갖고 있었고, 발목쪽으로 들어오는 공도 골프 스윙으로 홈런을 기록할 정도로 어떤 코스로 들어오는 공도 칠 수 있는 능력까지 겸비하고 있었다. 또한, 찬스에 강한 면을 갖고 있어 당시 볼티모어의 폴 리처즈(Paul Richards) 감독은 "마지막 3이닝 동안 가장 위험한 타자는 요기 베라다."라고 말할 만큼 그의 집중력과 타력을 높이 평가하기도 하였다. 그는 삼진을 좀처럼 당하지 않을 만큼 뛰어난 선구안 지닌것도 그의 장점 중 하나였다. 매 시즌 볼넷과 삼진 비율이 2:1 이었고, 1950년에는 597타수를 기록하는 동안 삼진은 고작 12개에 불과할 정도였을 만큼이다.
공격력 못지 않게 수비력도 메이저 리그에서 최고 수준이었다. 빌 디키의 가르침 때문이었는지 훌륭한 투수 리드 능력은 당시 정평이 나있었고, 블록킹 등의 기본적인 수비력도 최고 수준이었다. 1951년 2번의 노히트 경기를 수립한 앨리 레이놀즈(Allie Reynolds)와 1956년 돈 라슨(Don Larsen)의 퍼펙트 경기는 그의 투수 리드 능력을 확실히 입증해 준 좋은 예라고 할 수 있다. 그리고, 한 시즌 가장 많은 에러가 10개 언저리였고, 1958년 포수 마스크를 쓴 88경기에서 한 개의 에러도 범하지 않았으며, 언제나 100%의 수비율을 기록한 것도 그가 최고의 포수였다는 것을 보여 주고 있다.
1940년대 후반부터 1960년대 중반까지 지속된 팀의 황금기 덕분에 베라는 19년 동안의 메이저 리그 선수 시절 동안 무려 14차례나 월드 시리즈에 진출, 10개의 우승 반지를 꼈다. 1947년 자신의 첫 번째 월드 시리즈 무대에서는 1개의 홈런을 쏘아올렸는데, 3차전 7회 브루클린 다저스의 투수, 랠프 브랠카(Ralph Branca)로부터 뺏은 이 홈런은 월드 시리즈 사상 최초의 대타 홈런이었다. 매해 월드 시리즈마다 부상없이 꾸준히 출전하여 총 75회의 월드 시리즈 경기에서 259타수 71안타, 2루타 10개 등 이 부문 기록을 여전히 보유하고 있는 상태다.
포수로만 활약했던 팀의 선배이자 스승인 빌 디키와 달리 베라는 30대를 넘으면서 외야를 겸직했고, 1959년을 기점으로 '포수 요기 베라'가 아닌 '외야수 요기 베라'로 팬들에게 친숙해지기 시작했다.

## 프로 야구 지도자 경력

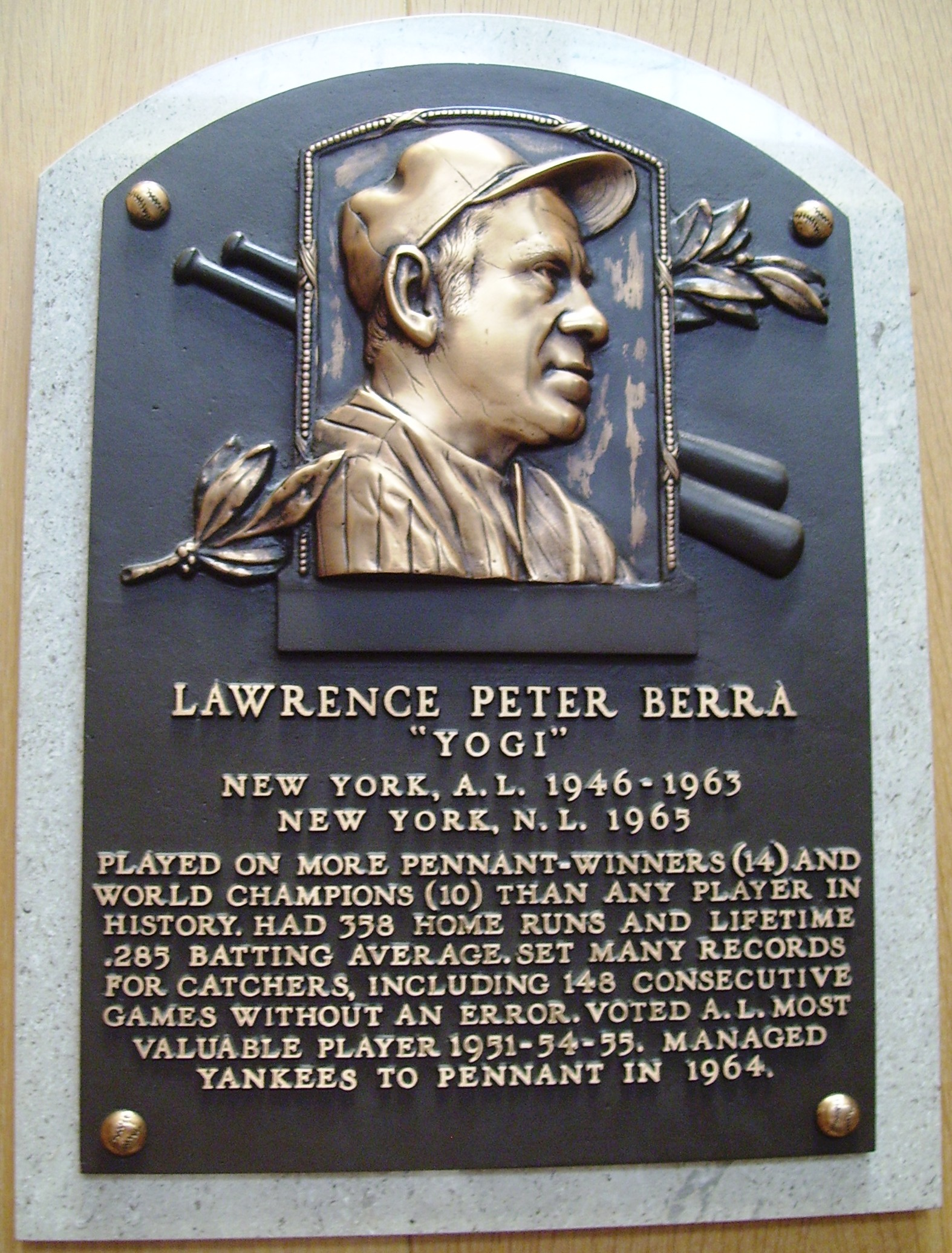
명예의 전당.

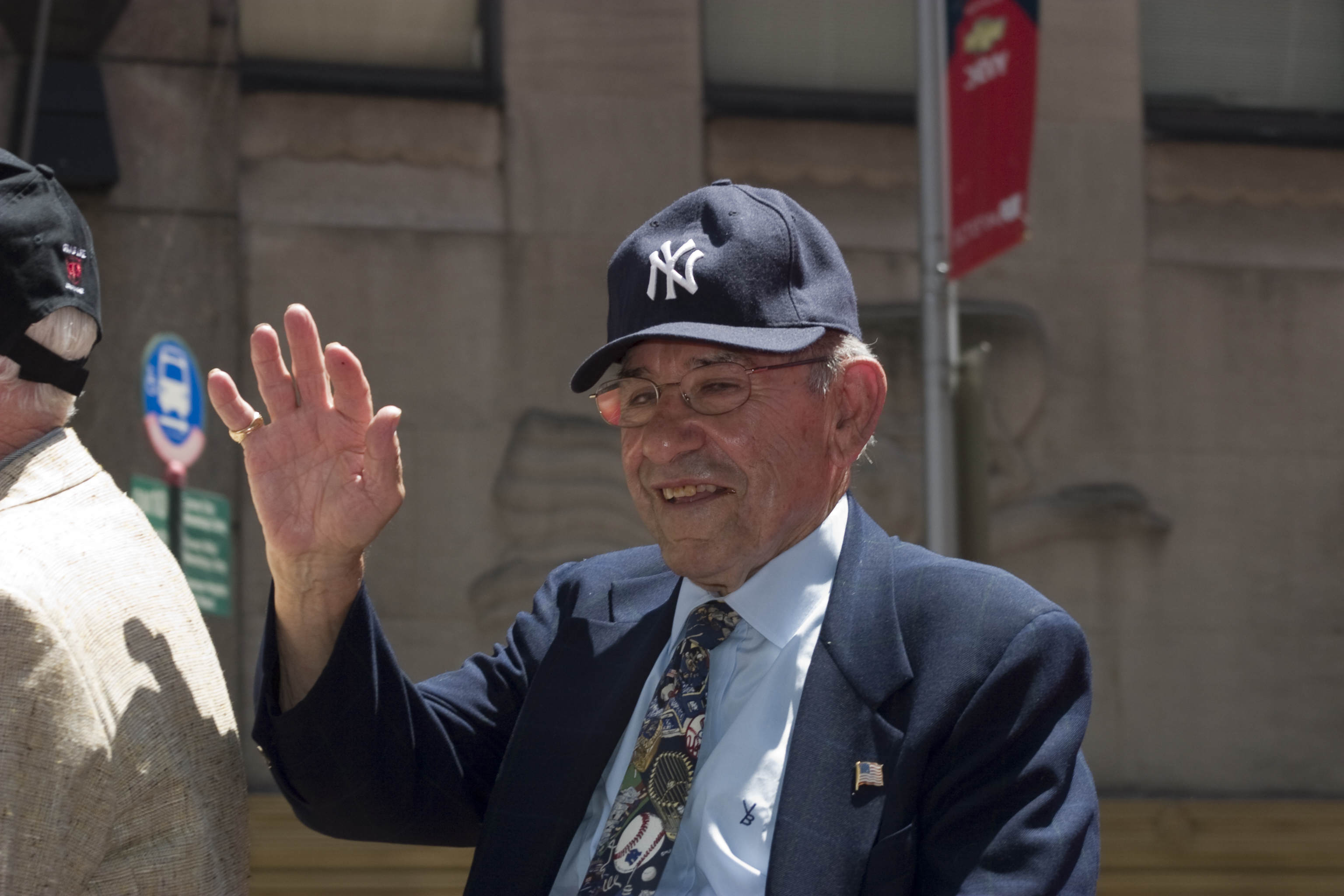
2009 시즌 올스타 게임, 레드 카펫 퍼레이드.

요기 베라는 1963년 월드 시리즈를 끝으로 양키스 선수 생활을 마친 뒤 랠프 하우크(Ralph Houk)의 감독직을 넘겨 받으며 지도자로서 첫 발을 내디덨다. 1964년 감독으로서 첫 시즌을 보낸 베라는 양키스를 월드 시리즈에 진출시켰으나 세인트루이스 카디널스에게 패함 으로써 1년 만에 감독직에서 해고되었다.
1965년 베라는 뉴욕 라이벌 구단인 뉴욕 메츠로 자리를 옮겼고, 플레이어-코치(Player-Coach)로 일했다. 하지만 선수로 단 네 경기만 출전하였을 뿐 나머지 기간 동안에는 코치로 지냈다. 1965 시즌 이후에도 메츠에서 계속 머무르며 코치 생활을 한 베라는 1971 시즌이 끝난 뒤 길 호지스의 후임 감독으로 승격되어 1972 시즌부터 자신의 두 번째 감독 인생을 보내기 시작했다.
1973 시즌 중반, 뉴욕 메츠가 게임차는 적지만 꼴찌를 달리고 있을 때 한 기자가 베라에게 "시즌 끝난 건가요?"라는 질문을 한다. 그러자 베라는 이에 대한 대답으로 다음과 같이 말하였는데, 이 어구는 훗날 야구계의 최고 명언 중 하나로 전해 내려 오고 있다.
| “ | It ain't over till it's over. 끝날 때까지 끝난 게 아니다. | ” |
|   | — 로렌스 피터 베라,                                       |   |

우여곡절 끝에 메츠는 그해 결국 월드 시리즈까지 진출하였으나 오클랜드 애슬레틱스를 상대로 패함으로써 또 한 번 우승은 놓치고 말았다. 1975 시즌 도중 8월에 경질되면서 베라는 친정 구단 뉴욕 양키스로 돌아오게 되는데, 1976 시즌부터 양키스에서 코치로 부임하여 1983 시즌까지 일했다. 그리고 1984 시즌 전에 감독으로 승격된 뒤 1984 시즌부터 자신의 세 번째 감독 인생을 보냈다. 하지만 변덕스런 구단주 조지 스타인브레너 아래 1985 시즌까지 2년 감독직을 맡고 물러났기에 이 역시 오래가진 못했다.
1986~89 시즌, 4년간 휴스턴 애스트로스의 코치를 마지막으로 지도자 생활에서 완전히 물러난 후 요기 베라는 양키스 관련 행사에 자주 모습을 드러내고 있으며, 다양한 사회 봉사 활동 등으로 오늘날까지 가장 존경받는 야구인이자 미국인으로 많은 사람들의 존경을 받고 있다.

## 영구 결번 및 명예의 전당
요기 베라는 선수로 뛰는 동안 올스타전에 15회 출전할 만큼 메이저 리그 야구 역사상 가장 인기 있는 선수 중 한 명이였고, 통산 358홈런(포수로서 출전하여 기록한 306개의 홈런), 1,480타점의 성적을 남겼다. 그의 등번호 8번은 양키스 구단으로부터 영구 결번되었으며, 명예의 전당 투표에서 한 차례 재수를 한 끝에 1972년 85.61%의 득표율로 뉴욕주 쿠퍼스 타운에 있는 명예의 전당에 헌액되었다.

## 사망
요기 베라는 자신의 메이저 데뷔 일과 같은 날로 내보였던 2015년 9월 22일에는 뉴저지주 웨스트 칼드웰에 있는 고령자 집합 주택에서 자는 도중에 노환으로 자연사(별세)했다. 향년 91세였다.

## 연도별 타격 성적
| 연 도      | 소 속      | 경 기 | 타 석 | 타 수 | 득 점 | 안 타 | 2 루 타 | 3 루 타 | 홈 런 | 루 타 | 타 점 | 도 루 | 도 루 자 | 희 생 번 | 희 생 플 | 볼 넷 | 고 4 | 사 구 | 삼 진 | 병 살 타 | 타 율 | 출 루 율 | 장 타 율 | O P S |
| ---------- | ---------- | ----- | ----- | ----- | ----- | ----- | ------- | ------- | ----- | ----- | ----- | ----- | -------- | -------- | -------- | ----- | ---- | ----- | ----- | -------- | ----- | -------- | -------- | ----- |
| 1946년     | NYY        | 7     | 23    | 22    | 3     | 8     | 1       | 0       | 2     | 15    | 4     | 0     | 0        | 0        | --       | 1     | --   | 0     | 1     | 0        | .364  | .391     | .682     | 1.073 |
| 1947년     | NYY        | 83    | 306   | 293   | 41    | 82    | 15      | 3       | 11    | 136   | 54    | 0     | 1        | 0        | --       | 13    | --   | 0     | 12    | 7        | .280  | .310     | .464     | .775  |
| 1948년     | NYY        | 125   | 497   | 469   | 70    | 143   | 24      | 10      | 14    | 229   | 98    | 3     | 3        | 2        | --       | 25    | --   | 1     | 24    | 9        | .305  | .341     | .488     | .830  |
| 1949년     | NYY        | 116   | 443   | 415   | 59    | 115   | 20      | 2       | 20    | 199   | 91    | 2     | 1        | 0        | --       | 22    | --   | 6     | 25    | 6        | .277  | .323     | .480     | .802  |
| 1950년     | NYY        | 151   | 656   | 597   | 116   | 192   | 30      | 6       | 28    | 318   | 124   | 4     | 2        | 0        | --       | 55    | --   | 4     | 12    | 11       | .322  | .383     | .533     | .915  |
| 1951년     | NYY        | 141   | 594   | 547   | 92    | 161   | 19      | 4       | 27    | 269   | 88    | 5     | 4        | 0        | --       | 44    | --   | 3     | 20    | 16       | .294  | .350     | .492     | .842  |
| 1952년     | NYY        | 142   | 605   | 534   | 97    | 146   | 17      | 1       | 30    | 255   | 98    | 2     | 3        | 1        | --       | 66    | --   | 4     | 24    | 8        | .273  | .358     | .478     | .835  |
| 1953년     | NYY        | 137   | 557   | 503   | 80    | 149   | 23      | 5       | 27    | 263   | 108   | 0     | 3        | 1        | --       | 50    | --   | 3     | 32    | 7        | .296  | .363     | .523     | .886  |
| 1954년     | NYY        | 151   | 652   | 584   | 88    | 179   | 28      | 6       | 22    | 136   | 125   | 0     | 1        | 1        | 7        | 56    | --   | 4     | 29    | 9        | .307  | .367     | .488     | .855  |
| 1955년     | NYY        | 147   | 615   | 541   | 84    | 147   | 20      | 3       | 27    | 254   | 108   | 1     | 0        | 2        | 5        | 60    | 6    | 7     | 20    | 13       | .272  | .349     | .470     | .819  |
| 1956년     | NYY        | 140   | 597   | 521   | 93    | 155   | 29      | 2       | 30    | 278   | 105   | 3     | 2        | 1        | 5        | 65    | 7    | 5     | 29    | 8        | .298  | .378     | .534     | .911  |
| 1957년     | NYY        | 134   | 545   | 482   | 74    | 121   | 14      | 2       | 24    | 211   | 82    | 1     | 2        | 1        | 4        | 57    | 10   | 1     | 24    | 11       | .251  | .329     | .438     | .767  |
| 1958년     | NYY        | 122   | 476   | 433   | 60    | 115   | 17      | 3       | 22    | 204   | 90    | 3     | 0        | 0        | 6        | 35    | 5    | 2     | 35    | 6        | .266  | .319     | .471     | .790  |
| 1959년     | NYY        | 131   | 521   | 472   | 64    | 134   | 25      | 1       | 19    | 218   | 69    | 1     | 2        | 0        | 2        | 43    | 5    | 4     | 38    | 6        | .284  | .347     | .462     | .809  |
| 1960년     | NYY        | 120   | 404   | 359   | 46    | 99    | 14      | 1       | 15    | 160   | 62    | 2     | 1        | 0        | 4        | 38    | 6    | 3     | 23    | 11       | .276  | .347     | .446     | .792  |
| 1961년     | NYY        | 119   | 437   | 395   | 62    | 107   | 11      | 0       | 22    | 184   | 61    | 2     | 0        | 0        | 5        | 35    | 4    | 2     | 28    | 7        | .271  | .330     | .466     | .795  |
| 1962년     | NYY        | 86    | 263   | 232   | 25    | 52    | 8       | 0       | 10    | 90    | 35    | 0     | 1        | 0        | 5        | 24    | 4    | 2     | 18    | 7        | .224  | .297     | .388     | .685  |
| 1963년     | NYY        | 64    | 164   | 147   | 20    | 43    | 6       | 0       | 8     | 73    | 28    | 1     | 0        | 0        | 1        | 15    | 2    | 1     | 17    | 4        | .293  | .360     | .497     | .856  |
| 1965년     | NYM        | 4     | 9     | 9     | 1     | 2     | 0       | 0       | 0     | 2     | 0     | 0     | 0        | 0        | 0        | 0     | 0    | 0     | 3     | 2        | .222  | .222     | .222     | .444  |
| 통산：19년 | 통산：19년 | 2120  | 8364  | 7555  | 1175  | 2150  | 321     | 49      | 358   | 3643  | 1430  | 30    | 26       | 9        | 44       | 704   | 49   | 52    | 414   | 146      | .285  | .348     | .482     | .830  |